# Jean Roberti
Jean Roberti (auch Johannes) (* 4. August 1569 in Saint-Hubert; † 14. Februar 1651 in Namur) war ein Jesuit, der für seine Auseinandersetzung zu medizinischen und wissenschaftlichen Themen bekannt wurde. Er war auch ein theologischer Schriftsteller.

## Leben
Jean Roberti wurde in Saint-Hubert im damaligen Herzogtum Luxemburg geboren und studierte an den Jesuitenkollegien in Lüttich und Köln. 1592 wurde er Mitglied der Jesuiten, hielt Lehrveranstaltungen und wurde in Mainz zum Doktor der Theologie promoviert. Er wurde Rektor der Jesuitenuniversität in Paderborn und starb 1651 in Namur.

## Werke und Kontroversen
Im Jahre 1609 schrieb Roberti sein Werk Brevis anatome. Es entstand als Antwort auf die 1608 von Rudolph Goclenius d. J. veröffentlichte Basilica chymica über die medizinische Astrologie aus einer paracelsischen Perspektive, die eine Waffensalbe erwähnt hatte. Roberti wandte sich gegen die Wirksamkeit der Waffensalbe, die auf rein natürliche Ursachen zurückzuführen war. Er nannte die Ansicht von Goclenius nekromantisch und eine Vermischung der natürlichen Magie mit anderen Arten. Goclenius antwortete darauf, indem er 45 Arten von „böser Magie“ auflistete sowie 24 Wirkungen, die durch einen Magus erreicht worden waren und sich nicht auf natürliche Ursachen zurückführen ließen.
Im Jahre 1621 starb Goclenius. Im selben Jahr veröffentlichte Johan Baptista van Helmont seine De magnetica vulnerum curatione, einen kritischen Angriff auf Roberti und auch auf Goclenius, der seiner Meinung nach eine vereinfachte Sichtweise hatte. Die Angriffe auf Roberti hatten zur Folge, dass van Helmont einer Untersuchung durch die Inquisition unterzogen wurde und einige kritische Werke gegen die Rosenkreuzer, die er im Jahre 1618 verfasst hatte, 1623 von Marin Mersenne und Jean Boucher (* um 1548; † 1646) eingezogen wurden.
Mit Mysticae Ezechielis quadrigae schrieb Roberti ein Werk über die vier Evangelien. Außerdem bearbeitete er die Flores epytaphii sanctorum von Thiofrid von Echternach, die Legende von St. Hubert und andere Werke der Hagiographie.

## Familie
Jean Robertis Bruder war Remacle Roberti (Remaclus Robertius), ein Beamter und Berater in den Spanischen Niederlanden.